# بيلي باول
بيلي باول (بالإنجليزية: Billy Powell) هو عازف بيانو وموسيقي أمريكي، ولد في 3 يونيو 1952 في كوربوس كريستي في الولايات المتحدة، وتوفي في 28 يناير 2009 في أورنج بارك في الولايات المتحدة بسبب نوبة قلبية.

## وصلات خارجية
- بيلي باول على موقع IMDb (الإنجليزية)
- بيلي باول على موقع ميوزك برينز (الإنجليزية)
- بيلي باول على موقع إن إن دي بي (الإنجليزية)
- بيلي باول على موقع ديسكوغز (الإنجليزية)
- بيلي باول على موقع قاعدة بيانات الفيلم (الإنجليزية)